# Abborrtjärnen (Ådals-Lidens socken, Ångermanland, 703797-154601)
Abborrtjärnen är en sjö i Sollefteå kommun i Ångermanland och ingår i Ångermanälvens huvudavrinningsområde.